# Парламентские выборы в Литве (2016)
Парламентские выборы прошли в Литве 9 октября 2016 года, второй круг 23 октября в избирательных округах, где ни один кандидат не набрал большинства голосов в первом туре голосования.
Все 141 места в Сейме Литвы избираются; 71 — в одномандатных округах избирается большинством голосов, а оставшиеся 70 в общенациональном избирательном округе на основе пропорционального представительства. Проходной барьер для партий — 5 %, для коалиций — 8 %.

## Участники
В выборах могли принять участие политические партии, предоставившие списки своих членов до 1 марта 2016 года. Таких партий оказалось 23. Крайним сроком для регистрации этих политических партий в качестве участников выборов было 5 августа 2016. К указанной дате процедуру регистрации прошли 16 партий. 12 из них участвовали в выборах независимо, а оставшиеся 4 сформировали две избирательных коалиции. Таким образом к выборам сформировалось 14 избирательных списков (в парламентских выборах 2012 года участвовали 18 избирательных списков). 25 августа 2016 года была проведена жеребьёвка, в результате которой избирательным спискам были присвоены номера
| Номер в избирательном бюллетене | Партия / Избирательная коалиция                                       | Партия / Избирательная коалиция                             | Лидер                  | Лидер                  | Идеология                                                                  | Фракция в Европарламенте                      | Число мест в Сейме (выборы 2012 года) |
| Номер в избирательном бюллетене | Партия / Избирательная коалиция                                       | Партия / Избирательная коалиция                             | Партия                 | Коалиция               | Идеология                                                                  | Фракция в Европарламенте                      | Число мест в Сейме (выборы 2012 года) |
| ------------------------------- | --------------------------------------------------------------------- | ----------------------------------------------------------- | ---------------------- | ---------------------- | -------------------------------------------------------------------------- | --------------------------------------------- | ------------------------------------- |
| 1                               | Социал-демократическая партия Литвы                                   | Социал-демократическая партия Литвы                         | Альгирдас Буткявичюс   | Альгирдас Буткявичюс   | Социал-демократия, Третий путь                                             | Прогрессивный альянс социалистов и демократов | 38                                    |
| 2                               | Союз Отечества — Литовские христианские демократы                     | Союз Отечества — Литовские христианские демократы           | Габриэлюс Ландсбергис  | Габриэлюс Ландсбергис  | Христианская демократия, национализм, консерватизм                         | Европейская народная партия                   | 33                                    |
| 3                               | Литовский союз свободы                                                | Литовский союз свободы                                      | Артурас Зуокас         | Артурас Зуокас         | Либеральный консерватизм                                                   | Альянс либералов и демократов за Европу       | -                                     |
| 4                               | Коалиция С. Бушкевичюса и националистов «Против коррупции и бедности» | Партия "Молодая Литва"                                      | Станисловас Бушкевичюс | Станисловас Бушкевичюс | Ультранационализм, правый популизм                                         | -                                             | -                                     |
| 4                               | Коалиция С. Бушкевичюса и националистов «Против коррупции и бедности» | Союз литовских националистов                                | Аудриус Рудис          | Станисловас Бушкевичюс | Ультранационализм, консерватизм, правый популизм                           | -                                             | -                                     |
| 5                               | Порядок и справедливость                                              | Порядок и справедливость                                    | Роландас Паксас        | Ремигиюс Жемайтайтис   | Национализм, национал-консерватизм, умеренный евроскептицизм               | Европа за свободу и демократию                | 11                                    |
| 6                               | Литовский союз крестьян и зелёных                                     | Литовский союз крестьян и зелёных                           | Рамунас Карбаускис     | Саулюс Сквернялис      | Зелёная политика, аграризм, христианская демократия, национал-консерватизм | -                                             | 1                                     |
| 7                               | Движение либералов Литовской Республики                               | Движение либералов Литовской Республики                     | Ремигиюс Шимашюс       | Эугениюс Гентвилас     | Консервативный либерализм, классический либерализм                         | Альянс либералов и демократов за Европу       | 10                                    |
| 8                               | Партия труда                                                          | Партия труда                                                | Валентинас Мазуронис   | Кястутис Даукшис       | Социальный либерализм, популизм, центризм                                  | Альянс либералов и демократов за Европу       | 29                                    |
| 9                               | Путь мужества                                                         | Путь мужества                                               | Йонас Варкала          | Йонас Варкала          | Антикоррупционная направленность, правый популизм                          | -                                             | 7                                     |
| 10                              | Литовская народная партия                                             | Литовская народная партия                                   | Роландас Паулаускас    | Роландас Паулаускас    | Ориентация на сближение с Россией, правый популизм, национализм            | -                                             | -                                     |
| 11                              | Избирательная акция поляков Литвы — Союз христианских семей           | Избирательная акция поляков Литвы — Союз христианских семей | Вальдемар Томашевский  | Рита Тамашунене        | Защита интересов польского меньшинства, христианская демократия            | Европейские консерваторы и реформисты         | 8                                     |
| 12                              | Литовская зелёная партия                                              | Литовская зелёная партия                                    | Линас Балсис           | Линас Балсис           | Зелёная политика, либерализм                                               | -                                             | 1                                     |
| 13                              | Литовский список                                                      | Литовский список                                            | Дарюс Куолис           | Дарюс Куолис           | Центризм, против политики жёсткой экономии                                 | -                                             | -                                     |
| 14                              | Антикоррупционная коалиция К. Кривицкаса и Н. Путейкиса               | Литовская партия центра                                     | Наглис Путейкис        | Наглис Путейкис        | Национализм, евроскептицизм                                                | -                                             | -                                     |
| 14                              | Антикоррупционная коалиция К. Кривицкаса и Н. Путейкиса               | Литовская партия пенсионеров                                | Витаутас Каджис        | Наглис Путейкис        | Социальная справедливость                                                  | -                                             | -                                     |

## Первый тур
| Партии и коалиции                                           | Пропорциональный округ | Пропорциональный округ | Пропорциональный округ | Мажоритарные округа — мест | Всего мест |
| Партии и коалиции                                           | Голоса                 | %                      | Места                  | Мажоритарные округа — мест | Всего мест |
| ----------------------------------------------------------- | ---------------------- | ---------------------- | ---------------------- | -------------------------- | ---------- |
| Союз Отечества — Литовские христианские демократы           | 275 365                | 21,66                  | 20                     | 11                         | 31         |
| Союз крестьян и зелёных (Литва)                             | 273 924                | 21,55                  | 19                     | 35                         | 54         |
| Социал-демократическая партия Литвы                         | 183 479                | 14,44                  | 13                     | 4                          | 17         |
| Движение либералов                                          | 114 869                | 9,04                   | 8                      | 6                          | 14         |
| Избирательная акция поляков Литвы — Союз христианских семей | 69 796                 | 5,49                   | 5                      | 3                          | 8          |
| Порядок и справедливость                                    | 67 794                 | 5,33                   | 5                      |                            | 5          |
| Антикоррупционная коалиция                                  | 67745                  | 6,05                   | 0                      | 1                          | 1          |
| Партия труда                                                | 59 609                 | 4,69                   | 0                      | 2                          | 2          |
| Союз свободы                                                | 27 231                 | 2,14                   | 0                      |                            |            |
| Зеленая партия                                              | 24 656                 | 1,94                   | 0                      | 1                          | 1          |
| Литовский лист                                              | 21 915                 | 1,72                   | 0                      | 1                          | 1          |
| Литовская народная партия                                   | 12 822                 | 1,01                   | 0                      |                            |            |
| Против коррупции и бедности                                 | 6855                   | 0,54                   | 0                      |                            |            |
| Путь мужества                                               | 3500                   | 0,28                   | 0                      |                            |            |
| Независимые                                                 | 0                      | 0                      | 0                      | 4                          |            |
| Недействительные и незаполненные                            | 31 524                 | -                      | -                      | -                          | -          |
| Всего                                                       | 710 194                | 100                    | 70                     | 71                         |            |
| Избиратели и явка                                           | 1 204 065              | 50,55                  | -                      | -                          | -          |

Источник: ЦИК Литвы Архивировано 21 октября 2016 года.

### Голосование в мажоритарных округах
В первом туре более 50 % получили два представителя Избирательной акции поляков и один член СО-ЛХД.
Во второй тур вышли:
42 представителя СКЗ,

41 представитель СО-ЛХД,

21 представитель СДП,

11 представитель либералов,

3 представителя Порядок и справедливость,

2 представителя Партии труда,

4 независимых, 1 представитель Литовского списка,

1 представитель Антикоррупционного союза,

1 представитель СЛЦ
Явка в первом туре составила 50,55 %.

## Второй тур
Второй тур парламентских выборов состоялся в воскресенье, 23 октября 2016.
 Архивная копия от 24 октября 2016 на Wayback Machine [eadaily.com/ru/news/2016/10/23/v-litve-prohodit-vtoroy-tur-parlamentskih-vyborov] Архивная копия от 24 октября 2016 на Wayback Machine  Архивная копия от 24 октября 2016 на Wayback Machine

## Итоги
Выборы завершились неожиданной победой Союза крестьян и зелёных, получившего 54 места в Сейме вместо одного на выборах 2012 года. По мнению аналитиков такой результат стал возможным из-за желания избирателей видеть в парламенте новые лица в свете низкой заработной платы и постоянно высокой эмиграции населения
1. Союз крестьян и зелёных — 54 мандата
2. Союз Отечества — Литовские христианские демократы — 31 мандат
3. СДПЛ — 17 мандатов
4. Движение либералов Литовской Республики — 14 мандатов
5. Избирательная акция поляков Литвы — Союз христианских семей — 8 мандатов
6. Порядок и справедливость — 8 мандатов
7. независимые кандидаты — 4 мандата
8. Партия труда — 2 мандата
9. Антикоррупционная коалиция Н. Путейкиса и К. Кривицкаса (Lietuvos centro partija, Lietuvos pensininkų partija) — 1 мандат
10. Зеленая партия — 1 мандат
11. Литовский список — 1 мандат